# Ermengarda d'Anjou (duquessa de Borgonya)
Ermengarda d'Anjou, anomenada Blanca (assassinada el 18 de març de 1076 a l'església de Fleurey-sur-Ouche, fou una princesa de la família dels ingelgerians filla de Folc III Nerra, comte d'Anjou, i d'Hildegarda de Lorena. Es va casar en primeres noces amb Jofré II Ferriol, comte del Gâtinais del que parí a:
- una filla, casada vers 1050 amb Josselí I senyor de Courtenay. Generalment se li dona el nom d'Hildegarda però això podria resultar de la confusió amb una germanastre homònima.
- Jofré III d'Anjou (1040 -1096/7), comte del Gâtinais i d'Anjou
- Folc IV d'Anjou (1043 -1109), comte d'Anjou

Era ja vídua quan la seva mare va anar en pelegrinatge a Jerusalem el 1046 i va morir durant el viatge. Es va casar en segones noces amb el capet Robert I el Vell, duc de Borgonya, del que va tenir Hildegarda, vivia almenys fins al 1080; es va casar vers 1067 amb Guillem VIII d'Aquitània (mort el 1086), duc d'Aquitània, i de Gascunya i comte de Poitiers. El seu germà Jofré II d'Anjou va morir el 1060, i la successió va recaure en el fill d'Ermengarda, Jofré III el Barbut (i després en Folc IV el Tauró).